# Ivan Tišov
Ivan Tišov  (Viškovci nedaleko od Đakova, 8. veljače 1870. – Zagrebu, 20. rujna 1928.), bio je hrvatski slikar.
Jedan od mladih hrvatskih umjetnika koji se nakon školovanja u inozemstvu, vraćaju u Hrvatsku i pod vodstvom Vlahe Bukovca stvaraju temelje hrvatske moderne umjetnosti.

## Rani život
Ivan Tišov rođen je 8. veljače u mjestu Viškovci kraj Đakova. U rodnome mjestu, za vrijeme stolovanja biskupa Josipa Jurja Strossmayera, završava osnovno školovanje, kada prve znakove zanimanja za umjetnost počinje pokazivati nakon susreta s oslikom đakovačke katedrale Alexandera Maximiliana i Lodovica Seitza. Prvu godinu srednjoškolskog obrazovanja završava u Osijeku kada se formira Osječka slikarska škola, a već se sljedeće, 1893. godine, odlučuje upisati u Obrtnu školu u Zagrebu na Odjelu dekorativnog slikarstva. Đakovački biskup Josip Juraj Strossmayer i Izidor Kršnjavi tada već rade na razvoju hrvatske kulture, što će imati veliki utjecaj na Tišovljev život i stvaralaštvo. Već u prvim godinama svoga školovanja pokazuje izniman talent u umjetničkom izričaju, koji zapažaju mnogi profesori, kao što je arhitekt Hermann Bollé koji je u to vrijeme ravnatelj škole. Po završetku svoga zagrebačkoga školovanja, dobiva stipendiju za Umjetničko-obrtnu školu u Beču gdje boravi od 1883. do 1893. godine, a potom i za jednogodišnji boravak i školovanje u Münchenu.

## Utjecaj Vlahe Bukovca
Na poziv Izidora Kršnjavoga, 1893. godine, iz Pariza se vraća Vlaho Bukovac i sa sobom na hrvatsku umjetničku scenu donosi elemente tada prisutnoga francuskoga impresionizma. Mnogi mladi umjetnici, uključujući i Tišova, počinju raditi uz Bukovca osjećajući se bliskima njegovu stilu. Preuzimaju Bukovčeve tendencije kao što su življi kolorit, velika količina svjetlosti, simbolika i slobodniji tretman forme, koje s vremenom postaju i elementi njihova stvaralaštva. Strogi akademizam koji im Izidor Kršnjavi pokušava nametnuti prilikom rada na javnim narudžbama, počinje ih ograničavati u stvaranju vlastitog umjetničkog rukopisa. Zbog toga se umjetnici predvođeni Bukovcem, 1897. godine odvajaju od Društva umjetnosti Izidora Kršnjavog i osnivaju Društvo hrvatskih umjetnika te se smatraju začetničkom generacijom hrvatske moderne umjetnosti.

## Dekoracije javnih prostora
Godine 1891. Izidor Kršnjavi postaje predstojnik Odjela za bogoštovlje i nastavu Kraljevske zemaljske vlade i započinje projekt njegove obnove. Za arhitektonsku restauraciju angažiran je arhitekt Hermann Bollé, dok dekoraciju interijera prepušta mladim hrvatskim umjetnicima koji se u to vrijeme školuju u Beču i Münchenu. Kršnjavi umjetničke uzore vidi u starim majstorima, tako da ikonografiju prostora određuje prema renesansnim i klasičnim uzorima. Tišov, iako se u to vrijeme školuje u Beču, dobiva iste godine prvu narudžbu za Odjel, pod nazivom Muzika. Sljedeće godine trebao je naslikati pandan prve narudžbe s temom poezije, no to djelo nikada nije realizirano. Izuzev spomenutih narudžbi, dobiva i zadatak oslikavanja nekoliko prostorija Odjela. Za svečanu Zlatnu dvoranu radi svodne oslike s temama Bogoštovlje, Nastava, Umjetnost i Znanost. Za Pompejansku sobu, čiju je dekoraciju naslikao dekorater Ivan Clausen s učenicima Obrtne škole, Tišov radi figurativne scene Zeusa te Fauna i nimfe, dok Stubište muza oslikava istoimenim likovima. Sljedeću narudžbu za javni prostor predstavlja oslikavanje foajea Hrvatskog narodnog kazališta u Zagrebu 1904. godine povodom njegova otvorenja, s impresionističkim triptihom Arti musices. Posljednja izvedena dekoracija je oslik nekadašnje Sveučilišne knjižnice sa scenama Artes liberales i Scientiae naturales – scientiae scolasticae iz 1914. godine, nakon povratka s usavršavanja u Parizu gdje provodi godinu dana. U tim djelima jasno je vidljiv njegov pomak od akademskog tradicionalizma koji je bio snažno zastupljen u oslikavanju prve javne narudžbe iz 1891. godine.

## Tematika i stil

### Sakralna tematika
Iako je Tišov svoje školovanje završio na Odjelu za dekorativnu umjetnost te se primarno smatra dekoraterom javnih kulturnih institucija, tijekom godina dobivao je velik broj narudžbi različite tematike, među kojima prevladava sakralna. Jedan od najreprezentativnijih radova sakralne tematike naručen je za Zagrebačku katedralu u vrijeme njene obnove pod nazivom Bogodorica s djetetom, a koja je napravljena prema jasnim uzorima venecijanskih. To djelo, zajedno s monumentalnom slikom Ulazak Krista u Jeruzalem koje se danas nalazi u blagavaonici Grkokatoličkog samostana Križevačke biskupije, pripada dijelu njegova opusa s jasnim značajkama slikarstva Zagrebačke šarene škole, kao što su svjetliji tonovi i korištenje boje kao oblikovnoga sredstva. Oba djela pripadaju ranom razdoblju Tišovljeva stvaralaštva.

### Mitološka tematika
Osim kod sakralnih kompozicija, odmak od akademskog tradicionalizma i utjecaj secesije može se uočiti u Tišovljevim mitološkim djelima. Riječ je o kompozicijama velikih dimenzija, gdje se u slobodnom tretmanu forme i kolorita te unošenjem simbolike u djelo, može jasno uočiti Bukovčev utjecaj te ih definiramo kao simbolističko-impresionistička djela. Jedan od primjera s tom tematikom je djelo Ples Salome iz 1902. godine.

### Svjetovna tematika
Za svjetsku izložbu u Parizu održanoj 1900. godine, Tišov radi akvarele svjetovne tematike, koje nakon izložbe otkupljuje Kraljevska zemaljska vlada i smješta ih u Hrvatski školski muzej u Zagrebu. Jedan od primjera izloženih akvarela je Kraljevska zemaljska obrtna škola u Zagrebu-Bravarska radionica. Također, 1902. godine radi simbolističko djelo Gajdaš iz Posavine u kojem se jasno vidi Tišovljeva težnja za izrazito vjernim prikazom posavskog krajolika te koje označava početak osamostaljivanja krajolika kao teme u slikarevu umjetničkom opusu.

### Portreti
Već u ranim godinama svoga stvaralaštva, u duhu akademskog realizma počinje raditi portrete kao što su Portret djevojke s bijelom kapicom te Portret Slave Raškaj, u kojima se jasno vidi umjetnikova težnja za individualizacijom pojedinoga lika. Ta se djela smatraju jednim od najboljih primjera portreta s prijelaza 19. na 20. stoljeće, a svoje portretiranje nastavlja u kasnijim godinama kada radi djelo Portret Ljudevita Gaja u ilirskoj odori.

### Aktovi
U razdoblju od 1913. do 1914. godine, Tišov boravi u Parizu na usavršavanju na akademijama, kao što je Acadèmie Julian kod J. P. Laurensa. Ondje radi niz aktova u tehnici ulje, ali i u crtežu crvenom kredom u kojima Bukovčev impresionistički utjecaj sada najviše dolazi do izražaja. Svoje figure oslikava u srebrno-sivom tonalitetu koji im daje dozu kolorističke svježine. Primjer iz pariškog ciklusa je Ženski akt iz 1914. godine.  

### Vedute i pejzaži
Vjerne i detaljne prikaze krajolika, Tišov počinje raditi već unutar svojih djela svjetovne tematike, kao što je Gajdaš iz Posavine, no u kasnijim radovima počinje oslobađati djelo od figurativnih elemenata te potpuno osamostaljuje pejzaž. Najčešća tema Tišovljevih pejzaža bili su slavonski krajolici u kojima naglašava i svoje podrijetlo, iako radi i veliki broj morskih pejzaža i veduta. Neki od poznatijih radova su Potok Kraljevac te Morska veduta u kojima se jasno vidi umjetnikovo oslobođenje od akademskoga stvaralaštva koje je primjenjivao u svojim najranijim radovima. 

## Galerija djela
- Ivan Tišov, Muzika, 1891.
- Ivan Tišov, Bogoštovlje, 1893.
- Ivan Tišov, Arti musices, 1904.
- Ivan Tišov, Artes liberales, 1914.
- Ivan Tišov, Ulazak Krista u Jeruzalem, 1897.
- Ivan Tišov, Ples Salome, 1902.
- Ivan Tišov, Kraljevska zemaljska obrtna škola u Zagrebu - Bravarska radionica, 1899.
- Ivan Tišov, Portret djevojke s bijelom kapicom, 1894.
- Ivan Tišov, Ženski akt, 1914.
- Ivan Tišov, Potok Kraljevac, 1912.

## Vanjske poveznice
- Hrvatski državni arhiv
- Hrvatski institut za povijest
- Biografija: Ivan Tišov
- Rončević, Ivana: Postojani klasičar, Vijenac, br. 301, 29. rujna 2005.  Arhivirana inačica izvorne stranice od 27. rujna 2013. (Wayback Machine)